# Strážne
Strážne je obec na Slovensku. Nachází se v Košickém kraji, v okrese Trebišov. První písemná zmínka o existenci obce je z roku 1310.
Obec má rozlohu 16,71 km² a leží v nadmořské výšce 99 m. Na území obce je chráněné ptačí území Medzibodrožie. V obci žilo k 31. 12. 2011 celkem 649 obyvatel, což představuje hustotu osídlení 38,84 obyv./km².